# 金佳恩 (羽毛球运动员)
金佳恩（：／ Kim Ga Eun，1998年2月7日—），韓国女子羽毛球運動員。

## 簡歷
2014年2月，金佳恩代表韩国参加臺灣臺北市举办的亞洲青年羽毛球錦標賽，助韩国队赢得混团亚军。
2015年6月，金佳恩代表韩国参加泰國曼谷举办的亞洲青年羽毛球錦標賽，助韩国队赢得混团亚军。
2016年7月，金佳恩代表韩国参加泰國曼谷举办的亞洲青年羽毛球錦標賽，助韩国队赢得混团亚军；此外，还夺得女子单打季军。同年11月，她代表韩国参加西班牙毕尔巴鄂举办的世界青年羽毛球錦標賽，分别赢得女子单打季军以及携手搭档金香任取得女子双打季军。同年12月，她出戰韓國羽毛球大師賽，在女單準决赛以0比2（13-21、8-21）不敌师姐成池鉉，但創下個人在國際賽的最佳成績。
2017年2月，金佳恩代表韩国参加越南胡志明市举办的亞洲羽毛球混合團體錦標賽，助球队赢得混团亚军。同年5月，她入选蘇迪曼盃的女单大名单，最终随着队伍的实力，取得她个人羽球生涯的第一个世界冠军头衔。
2018年4月，金佳恩出战中國陵水羽毛球大師賽，在女单决赛以1比2（21-16、16-21、18-21）不敌中国的李雪芮。同年9月，她出战海得拉巴羽毛球公開賽，在女单决赛以2比1（21-9、18-21、21-17）击败了赛会4号种子、中国香港名将的邓旋，赢得国际超級100賽女单冠军。同年11月，她出战挪威羽毛球國際賽，在女单决赛以1比2（8-21、21-18、16-21）不敌队友的沈有振，赢得亚军。同期11月，她出战愛爾蘭羽毛球公開賽，在女单决赛以0比2（24-26、17-21）不敌队友的安洗瑩，赢得亚军。

## 主要比賽成績
只列出曾進入準決賽的國際賽事成績：
| 年份   | 賽事                     | 公開賽級別 | 項目     | 搭檔   | 成績   |
| ------ | ------------------------ | ---------- | -------- | ------ | ------ |
| 2014年 | 亞洲青年羽毛球錦標賽     | 其他       | 混合團體 | －     | 亞軍   |
| 2015年 | 亞洲青年羽毛球錦標賽     | 其他       | 混合團體 | －     | 亞軍   |
| 2016年 | 亞洲青年羽毛球錦標賽     | 其他       | 混合團體 | －     | 亞軍   |
| 2016年 | 亞洲青年羽毛球錦標賽     | 其他       | 女子單打 | －     | 季軍   |
| 2016年 | 世界青年羽毛球錦標賽     | 其他       | 女子單打 | －     | 季軍   |
| 2016年 | 世界青年羽毛球錦標賽     | 其他       | 女子雙打 | 金香任 | 季軍   |
| 2016年 | 韓國羽毛球大師賽         | 大獎賽     | 女子單打 | －     | 準決賽 |
| 2017年 | 亞洲羽毛球混合團體錦標賽 | 其他       | 混合團體 | －     | 亞軍   |
| 2017年 | 蘇迪曼盃                 | 其他       | 混合團體 | －     | 金牌   |
| 2018年 | 中國陵水羽毛球大師賽     | 超級100賽  | 女子單打 | －     | 亞軍   |
| 2018年 | 海得拉巴羽毛球公開賽     | 超級100賽  | 女子單打 | －     | 冠軍   |
| 2018年 | 挪威羽毛球國際賽         | 國際系列賽 | 女子單打 | －     | 亞軍   |
| 2018年 | 愛爾蘭羽毛球公開賽       | 國際系列賽 | 女子單打 | －     | 亞軍   |
| 2019年 | 中國陵水羽毛球大師賽     | 超級100賽  | 女子單打 | －     | 冠軍   |
| 2019年 | 美國羽毛球公開賽         | 超級300賽  | 女子單打 | －     | 亞軍   |
| 2019年 | 澳門羽球公開賽           | 超級300賽  | 女子單打 | －     | 準決賽 |
| 2019年 | 賽義德·莫迪羽毛球國際    | 超級300賽  | 女子單打 | －     | 準決賽 |
| 2020年 | 亞洲羽毛球團體錦標賽     | 其他       | 女子團體 | －     | 亞軍   |
| 2021年 | 蘇迪曼盃                 | 其他       | 混合團體 | －     | 季軍   |
| 2021年 | 優霸盃                   | 其他       | 女子團體 | －     | 季軍   |
| 2022年 | 韓國羽毛球公開賽         | 超級500賽  | 女子單打 | －     | 準決賽 |
| 2022年 | 優霸盃                   | 其他       | 女子團體 | －     | 冠軍   |
| 2023年 | 亞洲羽毛球混合團體錦標賽 | 其他       | 混合團體 | －     | 亞軍   |
| 2023年 | 蘇迪曼盃                 | 其他       | 混合團體 | －     | 亞軍   |
| 2023年 | 澳洲羽毛球公開賽         | 超級500賽  | 女子單打 | －     | 亞軍   |
| 2023年 | 亞洲運動會羽毛球比賽     | 其他       | 女子團体 | －     | 金牌   |
| 2023年 | 韓國羽毛球大師賽         | 超級300賽  | 女子單打 | －     | 冠軍   |
| 2023年 | 中國羽毛球大師賽         | 超級750賽  | 女子單打 | －     | 準決賽 |
| 2024年 | 德國羽毛球公開賽         | 超級300賽  | 女子單打 | －     | 準決賽 |
| 2024年 | 西班牙馬德里羽毛球大師賽 | 超級300賽  | 女子單打 | －     | 準決賽 |
| 2024年 | 韓國羽毛球公開賽         | 超級500賽  | 女子單打 | －     | 冠軍   |

| 2007-2017年 | 首要超級賽 | 超級賽 | 黃金大獎賽 | 大獎賽 | 國際挑戰賽 | 國際系列賽 | 未來系列賽 | 其他 |

| 2018-2026年 | 總決賽 | 超級1000賽 | 超級750賽 | 超級500賽 | 超級300賽 | 超級100賽 | 國際挑戰賽 | 國際系列賽 | 未來系列賽 | 其他 |

### 世界冠軍頭銜
金佳恩在羽毛球生涯中共奪得 2 項羽毛球世界冠軍頭銜。
| 賽事     | 奪冠次數 | 年份               |
| -------- | -------- | ------------------ |
| 蘇迪曼盃 | 1        | 2017年（混合團體） |
| 優霸盃   | 1        | 2022年（女子團體） |
| 總計     | 2        |                    |

### 奧運會和世錦賽參賽紀錄
|          | 2019 | 2020 | 2021 | 2022 | 2023 | 2024 |
| -------- | ---- | ---- | ---- | ---- | ---- | ---- |
| 女子單打 | 16強 | 16強 | 16強 | 32強 | 32強 | 16強 |